# Dienstgrade der ungarischen Polizei

Emblem der ungarischen Polizei

Folgende Dienstgrade der ungarischen Polizei existieren seit dem 1. Januar 2012.
Ihre ungarischen Bezeichnungen entsprechen den Dienstgraden der Ungarischen Streitkräfte.
| Dienstgrad ungarisch                         | Abzeichen                    | Dienstgrad englisch          | NATO- Rangcode | Deutsches Äquivalent               |
| Tábornokok (Generals)                        | Tábornokok (Generals)        | Tábornokok (Generals)        | Offiziere      |                                    |
| -------------------------------------------- | ---------------------------- | ---------------------------- | -------------- | ---------------------------------- |
| Altábornagy                                  |                              | lieutenant general           | OF-8           | unterschiedlich                    |
| Vezérőrnagy                                  |                              | major general                | OF-7           | unterschiedlich                    |
| Dandártábornok                               |                              | brigadier general            | OF-6           | unterschiedlich                    |
| Főtisztek (Senior Officers)                  | Főtisztek (Senior Officers)  | Főtisztek (Senior Officers)  |                | höherer Dienst                     |
| Ezredes                                      |                              | colonel                      | OF-5           | Leitender Polizeidirektor          |
| Alezredes                                    |                              | lieutenant colonel           | OF-4           | Polizeioberrat (Polizeidirektor)   |
| Őrnagy                                       |                              | major                        | OF-3           | Polizeirat                         |
| Tisztek (Officers)                           | Tisztek (Officers)           | Tisztek (Officers)           |                | gehobener Dienst                   |
| Százados                                     |                              | captain                      | OF-2           | Polizeihauptkommissar              |
| Főhadnagy                                    |                              | first lieutenant             | OF-1           | Polizeioberkommissar               |
| Hadnagy                                      |                              | lieutenant                   | OF-1           | Polizeikommissar                   |
| Zászlósok (Warrant Officers)                 | Zászlósok (Warrant Officers) | Zászlósok (Warrant Officers) | Unteroffiziere | mittlerer Dienst                   |
| Főtörzszászlós                               |                              | company first ensign         | OR-9           | Polizeihauptmeister mit Amtszulage |
| Törzszászlós                                 |                              | first ensign                 | OR-8           | Polizeihauptmeister                |
| Zászlós                                      |                              | ensign                       | OR-8           | Polizeihauptmeister                |
| Tiszthelyettesek (Non-Commissioned Officers) |                              |                              |                |                                    |
| Főtörzsőrmester                              |                              | company sergeant major       | OR-7           | Polizeiobermeister                 |
| Törzsőrmester                                |                              | sergeant major               | OR-6           | Polizeimeister                     |
| Őrmester                                     |                              | sergeant                     | OR-5           | Hauptwachtmeister                  |